# Cova de sa Guitarreta
Cova de sa Guitarreta este o arie protejată (arie specială de conservare — SAC, sit de importanță comunitară — SCI) din Spania întinsă pe o suprafață de 1 ha, integral pe uscat.

## Localizare
Centrul sitului Cova de sa Guitarreta este situat la coordonatele 39°24′27″N 2°55′03″E / 39.4075°N 2.9176°E.

## Înființare
Situl Cova de sa Guitarreta a fost declarat sit de importanță comunitară în iulie 2000 pentru a proteja 4 specii de animale. Situl a fost protejat și ca arie specială de conservare în martie 2015.

## Biodiversitate
Situată în ecoregiunea mediteraneană, aria protejată conține 1 habitat natural: Peșteri inaccesibile publicului.
La baza desemnării sitului se află mai multe specii protejate de  mamifere (4): liliac cu aripi lungi (Miniopterus schreibersii), liliac comun (Myotis myotis), liliacul mic cu potcoavă (Rhinolophus hipposideros), liliacul cu potcoavă a lui méhely (Rhinolophus mehelyi).